# Współrzędne geograficzne

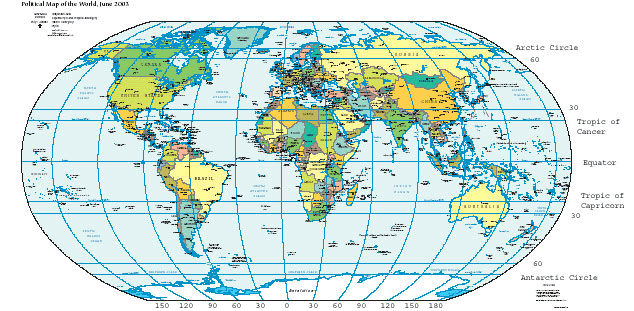
Mapa Ziemi zawiera linie szerokości geograficznej (poziome) oraz linie długości geograficznej (przebiegające między biegunami). Odwzorowanie Eckerta VI ; duża wersja (PDF, 3,43 MB)

Szerokość geograficzna phi (φ) oraz długość geograficzna lambda (λ)

Współrzędne geograficzne – szerokość i długość geograficzna wyrażone miarą kąta od początku układu współrzędnych geograficznych. Dla Ziemi początkiem układu jest przecięcie się południka zerowego (Greenwich) z równikiem. Szerokość geograficzną (północ–południe) utarło się oznaczać grecką literą φ, natomiast długość geograficzną (wschód–zachód) – literą λ. Najpierw podaje się szerokość geograficzną, następnie długość geograficzną. Przykładowo współrzędne siedziby Wikimedia Foundation to φ 37° 47′ 21,06″ N,  λ 122° 24′ 12,07″ W. Litery oznaczające strony świata mogą być zastąpione znakami "+"  (dla północy i wschodu) lub „−”  (dla południa i zachodu) – wtedy zapis ma postać φ = + 37° 47′ 21,06″,  λ = - 122° 24′ 12,07″ Zapisy w innych językach podlegają często innym zwyczajom odnośnie do stosowania liter alfabetu greckiego i separatora dziesiętnego.
Tak jak dla wszystkich zapisów miar kątowych – istnieją trzy formy zapisu:
- stopnie – minuty – sekundy (01° 14' 04,2"),
- stopnie – minuty  (01° 14,07'),
- stopnie (01,23456°),

przy czym jedynie najmniejsze użyte jednostki (sekundy, minuty lub stopnie) mogą posiadać części ułamkowe. 
W nawigacji przyjęto oznaczanie długości geograficznej zawsze (niezależnie od zastosowanego formatu) stopniami oznaczonymi trzema cyframi (z zerem lub zerami wiodącymi), na przykład λ = +001° 02' 03", natomiast szerokość – zawsze dwiema cyframi dla stopni: φ = +02°. Pozwala to na rozróżnienie długości i szerokości jedynie po mierze kąta bez dodatkowych określeń. 
Jeden stopień (°) w geografii i geometrii dzieli się na 60 minut kątowych, a jedna minuta na 60 sekund kątowych. 1 minuta kątowa koła wielkiego to 1 mila morska. 
Pary pojęć „minuta” (w rozumieniu czasu) i „minuta kątowa” oraz „sekunda” (w rozumieniu czasu) i „sekunda kątowa” nie są wewnętrznie tożsame znaczeniowo, gdyż kula ziemska obraca się o 1° w czasie 4 minut (24 godziny × 60 minut = 1440 minut, 1440 minut : 360° = 4 min/°). Zazwyczaj jednak z kontekstu wiadomo, o którą „minutę” lub „sekundę” chodzi.
Symbole minut i sekund kątowych można wprowadzać bezpośrednio z klawiatury – odpowiednio klawiszami: apostrofu ' lub cudzysłowu ", ale w zależności od oprogramowania zostaną wyświetlone albo znaki podstawowe (apostrof prosty lub cudzysłów prosty) albo znaki przekonwertowane do postaci typograficznej (apostrof drukarski lub cudzysłów drukarski). Znaków w postaci drukarskiej, zwanych też apostrofem lub cudzysłowem typograficznym, nie należy stosować, gdyż ich glify bazują wprost na kształcie przecinka, podczas gdy minuty i sekundy kątowe powinny mieć kształt prostych kresek.
W praktyce stosuje się zapis uproszczony (apostrof lub cudzysłów prosty), gdyż takie znaki łatwo uzyskać podczas wpisywania. W zaawansowanej typografii stosowane są znaki klinów (odpowiednio: prim lub bis), ale są to znaki wymagające wiedzy, np. stosowania skrótów klawiaturowych lub szukania w tabeli znaków, a poza tym są to znaki występujące tylko w niektórych fontach. Nota bene te same zasady typograficzne dotyczą miar anglosaskich (minuta = stopa, sekunda = cal). 
| Zapis uproszczony                                                                                        | Zapis typograficzny                                                                          | Zapis niepoprawny                                                                                                   |
| MINUTA KĄTOWA                                                                                            | MINUTA KĄTOWA                                                                                | MINUTA KĄTOWA |
| --- | -------------------------------------------------------------------------------------------- | --- |
| ' | ′                                                                                            | ’ |
| ASCII 39 HTML (dec) &#39; HTML (hex) &#x27; – Unikod U+0027 nazwa ang.: APOSTROPHE                       | – HTML (dec) &#8242; HTML (hex) &#x2032; HTML (named) &prime; Unikod U+2032 nazwa ang.: PRIM | – HTML (dec) &#8217; HTML (hex) &#x2019; HTML (named) &rsquo; Unikod U+2019 nazwa ang.: RIGHT SINGLE QUOTATION MARK |
| SEKUNDA KĄTOWA                                                                                           |                                                                                              | |
| " | ″                                                                                            | ” |
| ASCII 34 HTML (dec) &#34; HTML (hex) &#x22; HTML (named) &quot; Unikod U+0022 nazwa ang.: QUOTATION MARK | – HTML (dec) &#8243; HTML (hex) &#x2033; HTML (named) &Prime; Unikod U+2033 nazwa ang.: BIS  | – HTML (dec) &#8221; HTML (hex) &#x201d; HTML (named) &rdquo; Unikod U+201D nazwa ang.: RIGHT DOUBLE QUOTATION MARK |